# M&T Bank Stadium
Das M&T Bank Stadium ist ein Football-Stadion in der US-amerikanischen Stadt Baltimore im Bundesstaat Maryland. Es ist die Heimspielstätte der Baltimore Ravens aus der National Football League (NFL). Die Anlage grenzt unmittelbar an das Baseballstadion der Baltimore Orioles, den Oriole Park at Camden Yards.

## Geschichte
Es wurde am 6. September 1998 unter dem Namen Ravens Stadium at Camden Yards eröffnet. 1996 und 1997 trugen die „Ravens“ ihre Heimspiele noch im Memorial Stadium von 1922 aus. Die Baukosten lagen bei 220 Mio. US-Dollar. Das M&T Bank Stadium bietet 71.008 Plätze, 128 Suiten und 8196 Clubsitze. Entworfen wurde es von HOK Sport (heute: Populous). Zwischen 1999 und 2002 hieß es PSINet Stadium, bevor die M&T Bank nach dem Bankrott des Internetdienstanbieters PSINet Namenssponsor wurde. Das Stadion war 2000 erstmals Austragungsort des seit 1890 in verschiedenen Stadien stattfindende Army–Navy Game, bei dem die „Army Black Knights“ der United States Military Academy in West Point gegen die „Navy Midshipmen“ der United States Naval Academy in Annapolis antreten. 2007, 2014, 2016 fanden weitere Ausgaben der traditionsreichen Partie in Baltimore statt. 2025 ist die nächste Begegnung in Baltimore geplant. In der Saison 2000 und 2012 war das M&T Bank Stadium Schauplatz des AFC Championship Game im Kampf um den Einzug in den Super Bowl XXXV bzw. den Super Bowl XLVII. In beiden Partien siegten die Baltimore Ravens und auch die beiden folgenden Partien um den Super Bowl verließ das Team aus Baltimore das Spielfeld als Sieger.
Im April 2023 verlängerten die Baltimore Ravens und die M&T Bank den bis 2027 laufenden Sponsoringvertrag um weitere zehn Jahre bis in das Jahr 2037. 2003 wurde die Bank Namensgeberin des Spielstätte mit einem Vertrag über 15 Jahre. Im Mai 2014 wurde die bestehende Vereinbarung bis 2027 verlängert.

## Fußball-Länderspiele
Neben den Länderspielen fanden auch Freundschaftsspiele englischer und italienischer Fußballvereine im Stadions statt.
- 21. Juli 2013, Viertelfinale:  Vereinigte Staaten –  El Salvador 5:1 (CONCACAF Gold Cup 2013)
- 21. Juli 2013, Viertelfinale:  Honduras –  Costa Rica 1:0 (CONCACAF Gold Cup 2013)
- 18. Juli 2015, Viertelfinale:  Vereinigte Staaten –  Kuba 6:0 (CONCACAF Gold Cup 2015)
- 18. Juli 2015, Viertelfinale:  Haiti –  Jamaika 0:1 (CONCACAF Gold Cup 2015)

## Galerie

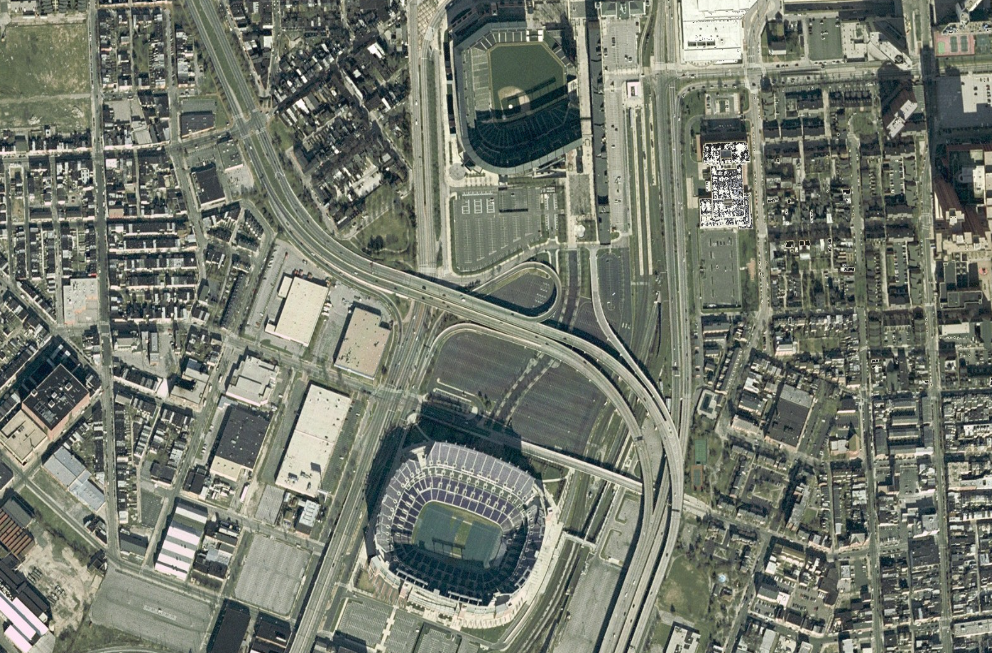
Satellitenbild vom Camden Yards Sports Complex mit dem M&T Bank Stadium (unten) und dem Oriole Park at Camden Yards
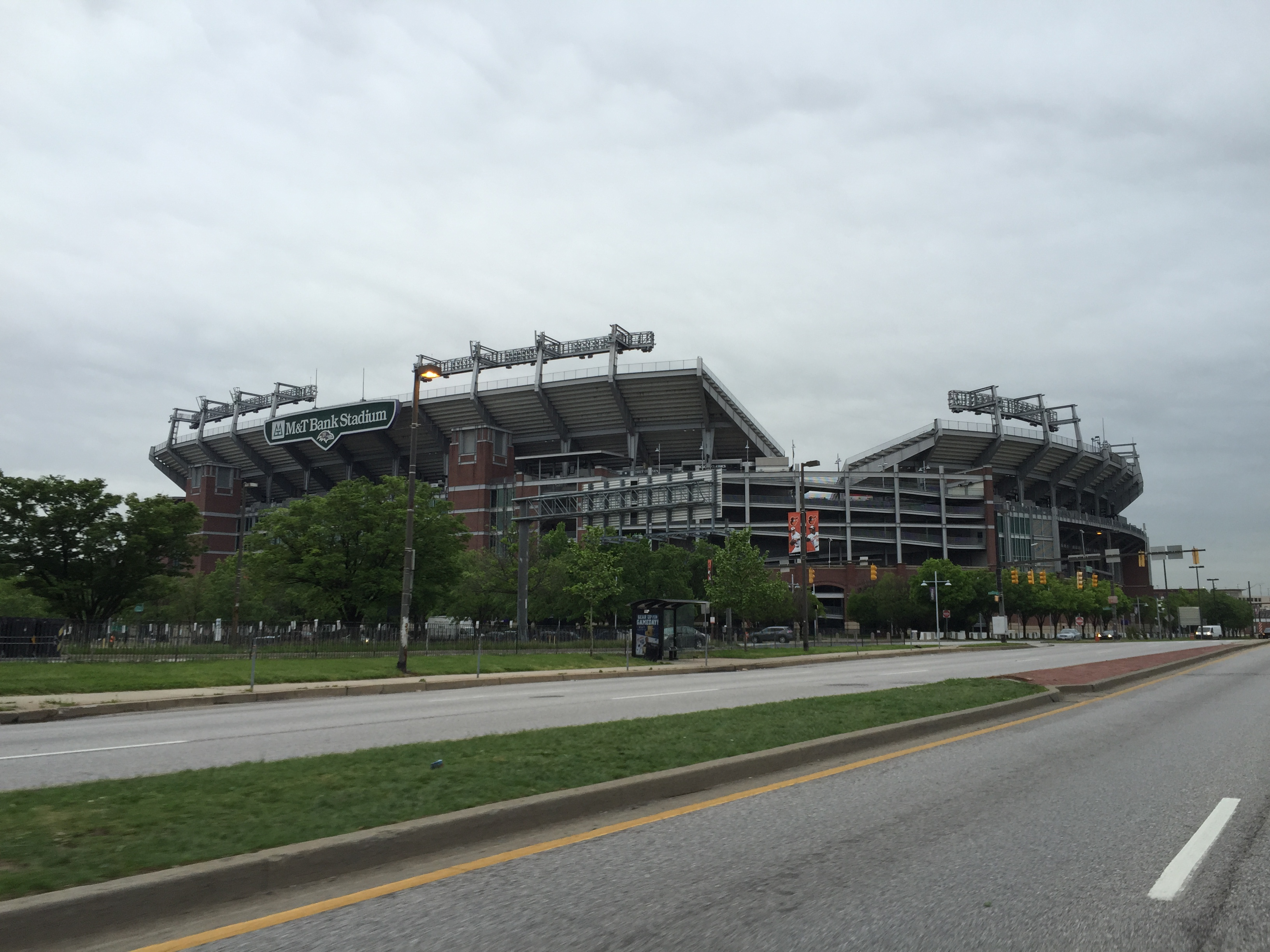
Außenansicht vom Mai 2016
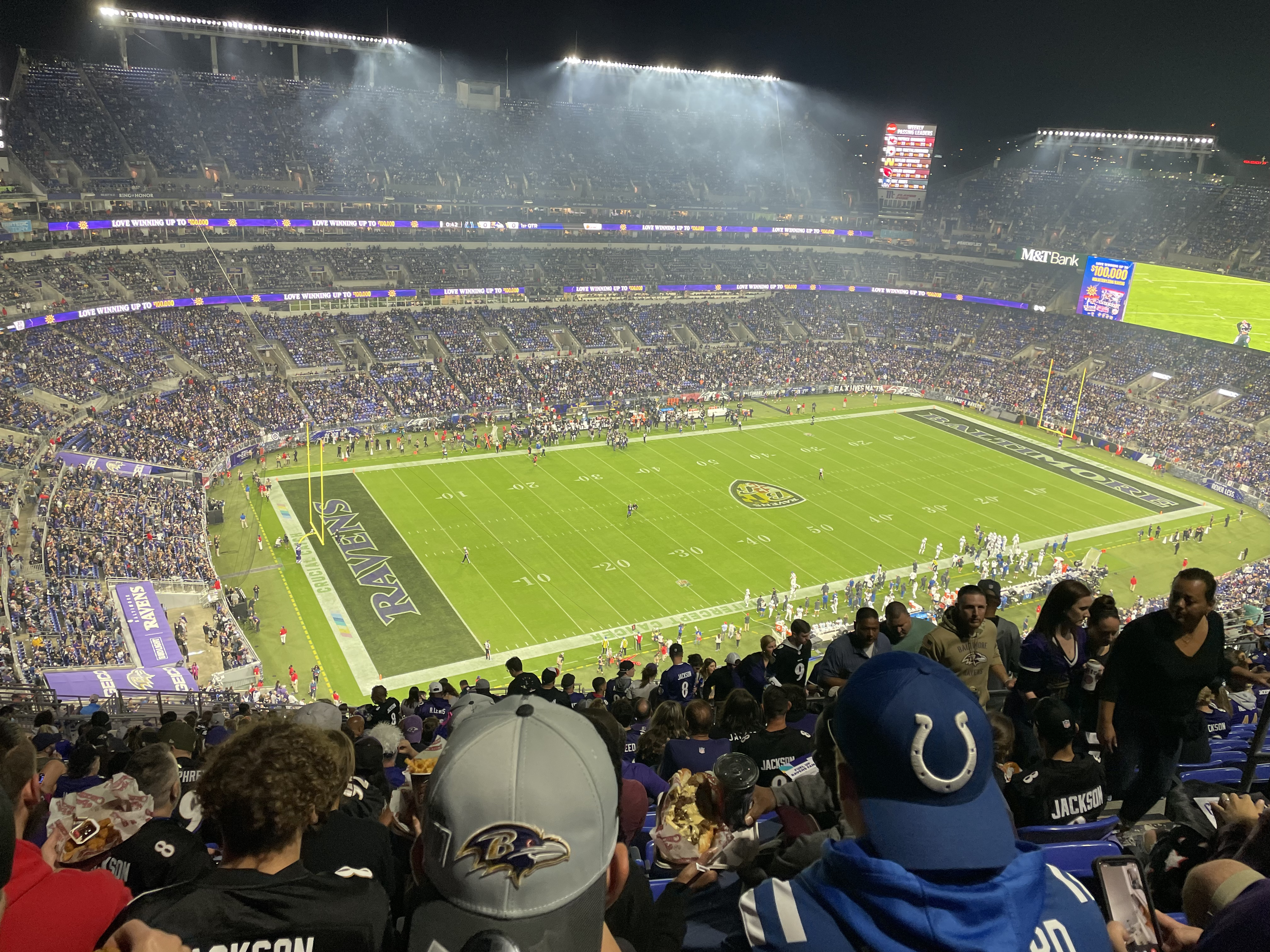
Monday Night Football am 11. Oktober 2021 zwischen den Baltimore Ravens und den Indianapolis Colts 31:25 (OT)